# ホルシュタイン公国

ホルシュタイン公国
Herzogtum Holstein (ドイツ語)
Hertugdømmet Holsten (デンマーク語)

ドイツ連邦における領域（1815年 - 1866年）

ホルシュタイン公国（ドイツ語: Herzogtum Holstein, デンマーク語: Hertugdømmet Holsten）は、神聖ローマ帝国の最北端、ホルシュタイン地方に存在した領邦国家である。今日のドイツ連邦共和国シュレースヴィヒ＝ホルシュタイン州の一部にあたる。1474年、デンマーク王クリスチャン1世が有していたホルシュタイン＝レンズブルク伯領が、皇帝フリードリヒ3世により公国とされたことにより成立した。以後、この公国は、その存続期間を通じ、北隣のシュレースヴィヒ公国とともに、デンマーク王家（オルデンブルク家）とその一族により統治された。
1544年にデンマーク王クリスチャン3世は、弟2人とともにシュレースヴィヒ公国およびホルシュタイン公国を三分し、王家と2公家による共同統治とした。一家は早くに断絶するが、シュレースヴィヒ＝ホルシュタイン＝ゴットルプ家は17世紀から18世紀にかけて王家と対立し、北欧の政治情勢に影響を及ぼした（ゴットルプ家からは、スウェーデン王やロシア皇帝を出している）。王家とゴットルプ家の共同統治は、シュレースヴィヒで1713年に終了したのに続き、1773年にホルシュタインでも終了。デンマーク王家がホルシュタイン公国の単独統治者となったが、「ドイツ」の領域内にあるデンマーク王領という特殊な地位などから、19世紀半ばにシュレースヴィヒ＝ホルシュタイン問題が発生。2度のシュレースヴィヒ＝ホルシュタイン戦争を経て1864年にデンマーク王家はホルシュタイン公国を放棄し、その領域は1866年の普墺戦争でプロイセン王国に編入された。

## 地理

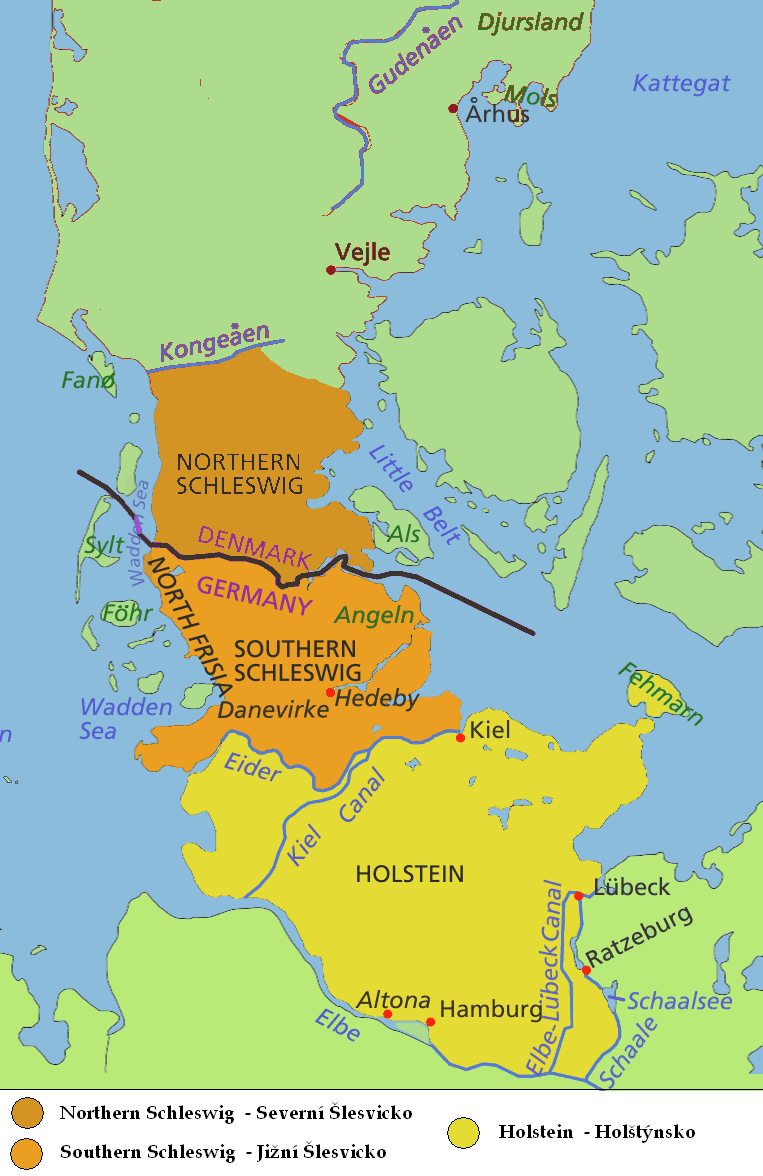
シュレースヴィヒ地方とホルシュタイン地方

ホルシュタイン地方は、西をワッデン海、東をバルト海に挟まれたユトラント半島の付け根に位置し、北をアイダー川、南をエルベ川に囲まれた地域である。
ホルシュタイン公国は、時代によって領域の変化があるものの、ホルシュタイン地方の大部分を領有していた。ホルシュタイン公国の主要都市としては、北東部にバルト海に面したキールがあり、今日においてもシュレースヴィヒ＝ホルシュタイン州の州都である。ホルシュタイン公国の分領の名として登場するグリュックシュタット、ピンネベルクなどは、南部のエルベ川沿いに所在した。
ホルシュタイン地方の南端部にはザクセン＝ラウエンブルク公国などの領邦があった。また、ホルシュタイン公国の南にハンブルク、東にリューベックなどの古い都市があり、これらの領域はホルシュタイン公国と特に密接に関わりつつ、異なる歴史を歩んだ。

## 歴史

### 前史
ザクセン戦争後の811年、西ローマ帝国のカール大帝（シャルルマーニュ）がデンマーク王ヘミングと結んだ協定により、フランク王国とデンマークはアイダー川を境界とした。以後、川の北のシュレースヴィヒ地方はデンマーク王の所領となり、川の南のホルシュタイン地方は西ローマ帝国から東フランク王国を経て神聖ローマ帝国の一部となった。
1110年、ドイツ中部シャウムブルク（シャウエンブルク）の伯であったシャウエンブルク家のアドルフ1世は、ザクセン王ロタールからホルシュタイン地方を封土（レーエン）として与えられ、シャウエンブルクおよびホルシュタイン伯を称した。以後ホルシュタイン伯領は分割相続により、シャウエンブルク家系統の諸国が分立した。14世紀には、このうちのホルシュタイン＝レンズブルク伯家 (Holstein-Rendsburg) が諸国を再統合し（ただし、ホルシュタイン＝ピンネブルク伯 (Holstein-Pinneberg) は1640年まで独自の地位を保った）、単にホルシュタイン伯を称するようになった。
ホルシュタイン（＝レンズブルク）伯アドルフ8世 (Adolphus VIII, Count of Holstein) は、デンマーク王からシュレースヴィヒ公の地位も承認された。

### ホルシュタイン公国の成立

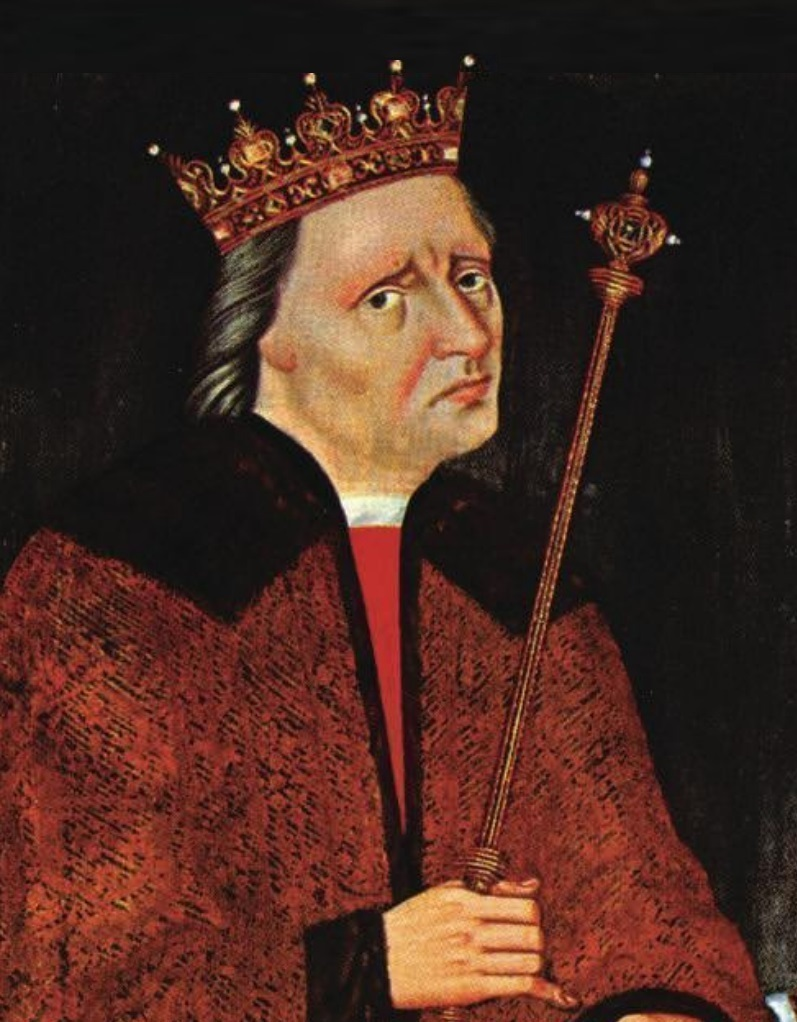
デンマーク王クリスチャン1世

1459年、アドルフ8世は継嗣のないままに死去した。アドルフ8世の遺領のうち、シュレースヴィヒ公領はデンマーク王冠の属領であったため、宗主のデンマーク王クリスチャン1世（オルデンブルク家）に返還されたが、クリスチャン1世はアドルフ8世の甥（クリスチャン1世の母がアドルフ8世の姉）でもあったため、ホルシュタイン伯領をも自分の支配下に置こうとした。クリスチャン1世は、シュレースヴィヒとホルシュタインが同じ領主を持つ状態（人的同君連合）の継続を望む地元貴族たちの支持を受けており、1460年にはシュレースヴィヒ地方のリーベに地元貴族たちを招集して、自らがシュレースヴィヒ公とともにホルシュタイン伯位を継ぐことを宣言した（リーベ条約 (Treaty of Ribe) ）。
ただし、アイダー川は依然としてデンマークとドイツの国境であり、ホルシュタイン伯領は神聖ローマ帝国内において、ザクセン系アスカーニエン家のザクセン＝ラウエンブルク公国が宗主の地位を有する封土であった。1474年、神聖ローマ皇帝フリードリヒ3世は、ホルシュタイン伯としてのクリスチャン1世に帝国直属身分 (Imperial immediacy) を認め、爵位も公爵に上げられた。これにより、ホルシュタイン公国が成立した。
1490年、デンマーク王ハンスは弟のフレゼリク1世をシュレースヴィヒ公国およびホルシュタイン公国の共同統治者とした。この状態はフレゼリク1世が甥のクリスチャン2世を廃して自ら王位に就く1523年まで続いた。

### 1544年のシュレースヴィヒ・ホルシュタイン両公国分割

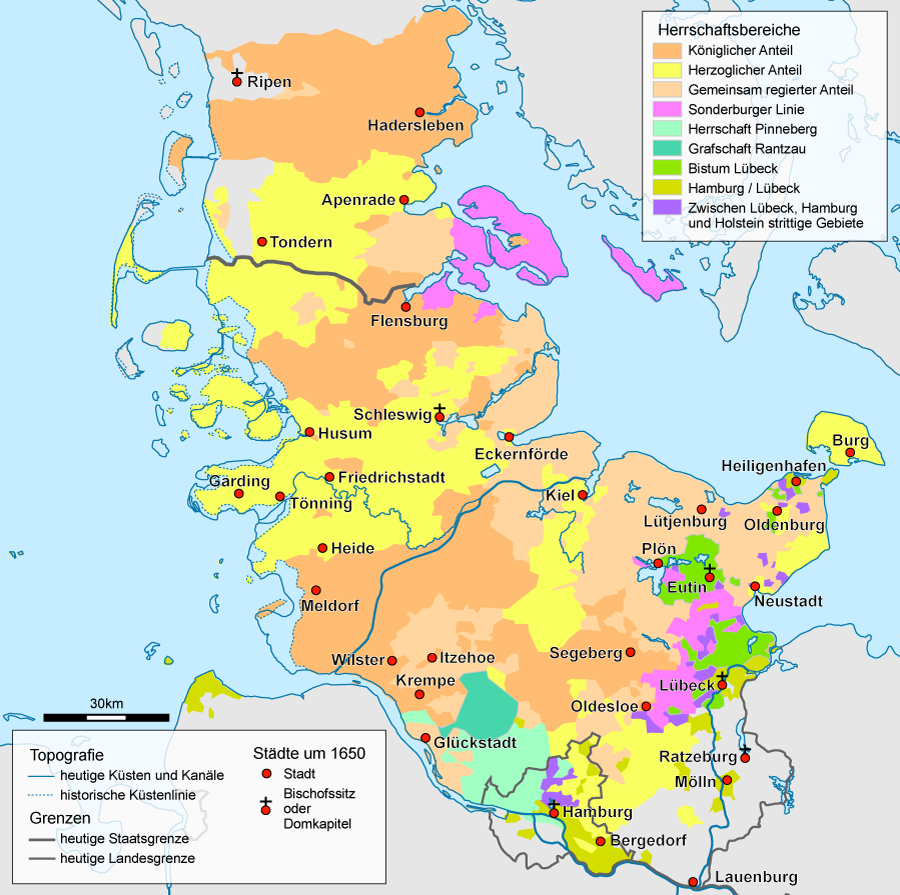
シュレースヴィヒ＝ホルシュタイン周辺（1650年頃）。橙が王領、黄がゴットルプ公領、薄橙が王家とゴットルプ公家の共同管理領。桃色がゾンダーブルク家系の領地。

1544年、フレゼリク1世の息子クリスチャン3世は、シュレースヴィヒ公国およびホルシュタイン公国の領域を二人の異母弟（ハンス（老公）とアドルフ）とともに3分割し、3兄弟が両公国の共同支配者となった。クリスチャン1世の異母弟たちは領土分割に際してデンマーク王位継承権を放棄した。
- デンマーク王領 (Holstein-Glückstadt) 。
クリスチャン3世が保持した領土で、その子孫である歴代のデンマーク王（オルデンブルク家）によって継承された。首府ははじめホルシュタイン南東部のゼーゲベルク (Segeberg) に置かれた。1640年にシャウエンブルク家のホルシュタイン＝ピンネブルク伯が断絶すると、その領地を王領に併合している。

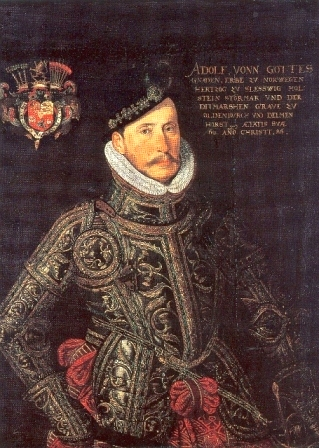
ゴットルプ家の始祖アドルフ

1648年、デンマーク王フレゼリク3世は、シュレースヴィヒおよびホルシュタインにおけるデンマーク王領の統治の拠点をグリュックシュタット (Glückstadt) に移した。このため王領はシュレースヴィヒ＝ホルシュタイン＝グリュックシュタット公国と呼ばれるようになった。
1773年の時点で、シュレースヴィヒ＝ホルシュタイン＝グリュックシュタット公国のホルシュタイン地方における領域は、現在のレンズブルク郡 (Rendsburg) 、ディトマルシェン郡 (Dithmarschen) 南部、シュタインブルク郡 (Steinburg) 、ゼーゲベルク郡 (Segeberg) 、プレーン郡 (Plön) に広がっていた。

- シュレースヴィヒ＝ホルシュタイン＝ハーデルスレーベン公国 (Schleswig-Holstein-Haderslev) 
次弟ハンス老公 (de:Johann II. (Schleswig-Holstein-Hadersleben)) に与えられた領土。首都はシュレースヴィヒ地方のハザスレウ（ハーデルスレーベン）。しかし1580年にハンスは継嗣のないまま死去したため、公国は王領とシュレースヴィヒ＝ホルシュタイン＝ゴットルプ公国によって分割された。

- シュレースヴィヒ＝ホルシュタイン＝ゴットルプ公国
三弟アドルフに与えられた領土。シュレースヴィヒ地方南部の都市シュレースヴィヒ近郊にあるゴットルプ（ゴットルフ）城 (Gottorf Castle) が居館であり、これを家名とした。
この一族（ホルシュタイン＝ゴットルプ家）からはのちにスウェーデン王室（ホルシュタイン＝ゴットルプ王朝、1751年 - 1818年）、ロシア皇室（ホルシュタイン＝ゴットルプ＝ロマノフ王朝、1792年 - 1917年）が出ている。

領土の分割は税収が平等になるように行われた。また、ホルシュタイン地方の少なからぬ部分（主にバルト海沿岸）は、グリュックシュタット公国とゴットルプ公国が共同で行政を行う形がとられていた。
その後、クリスチャン3世の末子ハンス若公が「シュレースヴィヒ＝ホルシュタイン＝ゾンダーブルク公」と称しているが（この家系はゾンダーブルク家と呼ばれる）、ゴットルプ公のように両公国の共同支配者という格は与えられず、領邦としての実質もなく公爵の称号も形式的なものであった。このような「公爵」は Abgeteilte Herren と呼ばれる（ゾンダーブルク家の記事を参照）。その後もオルデンブルク家の傍系からは「シュレースヴィヒ＝ホルシュタイン」を冠した家名を持つ多数の Abgeteilte Herren が生まれた。このゾンダーブルク家の分枝のひとつには、ホルシュタイン地方のグリュックスブルクを家名に持つグリュックスブルク家があり、現在のデンマーク王家（1863年以後）・ノルウェー王家（1905年以後）につながる家門となっている。

### ゴットルプ家の動向とデンマーク王家による再統合
デンマーク王家（オルテンブルク家）もシュレースヴィヒ＝ホルシュタイン＝ゴットルプ公家（ゴットルプ家）も、姻戚関係によってスカンジナビア諸国の王侯家と複雑に結びついており、同時にスカンジナビア諸国の争いの中に立つこととなった。ゴットルプ家は親スウェーデンの立場を強め、フレゼリク3世は、北方戦争（1655年 - 1661年）でデンマークと戦うスウェーデン軍の自領通過を許可。その子のクリスチャン・アルブレクトは、北方戦争後に巻き返したデンマーク王によって領土を追放されるなどの対立が続いた。シュレースヴィヒ・ホルシュタインの領域はしばしば戦場となり、荒廃した。

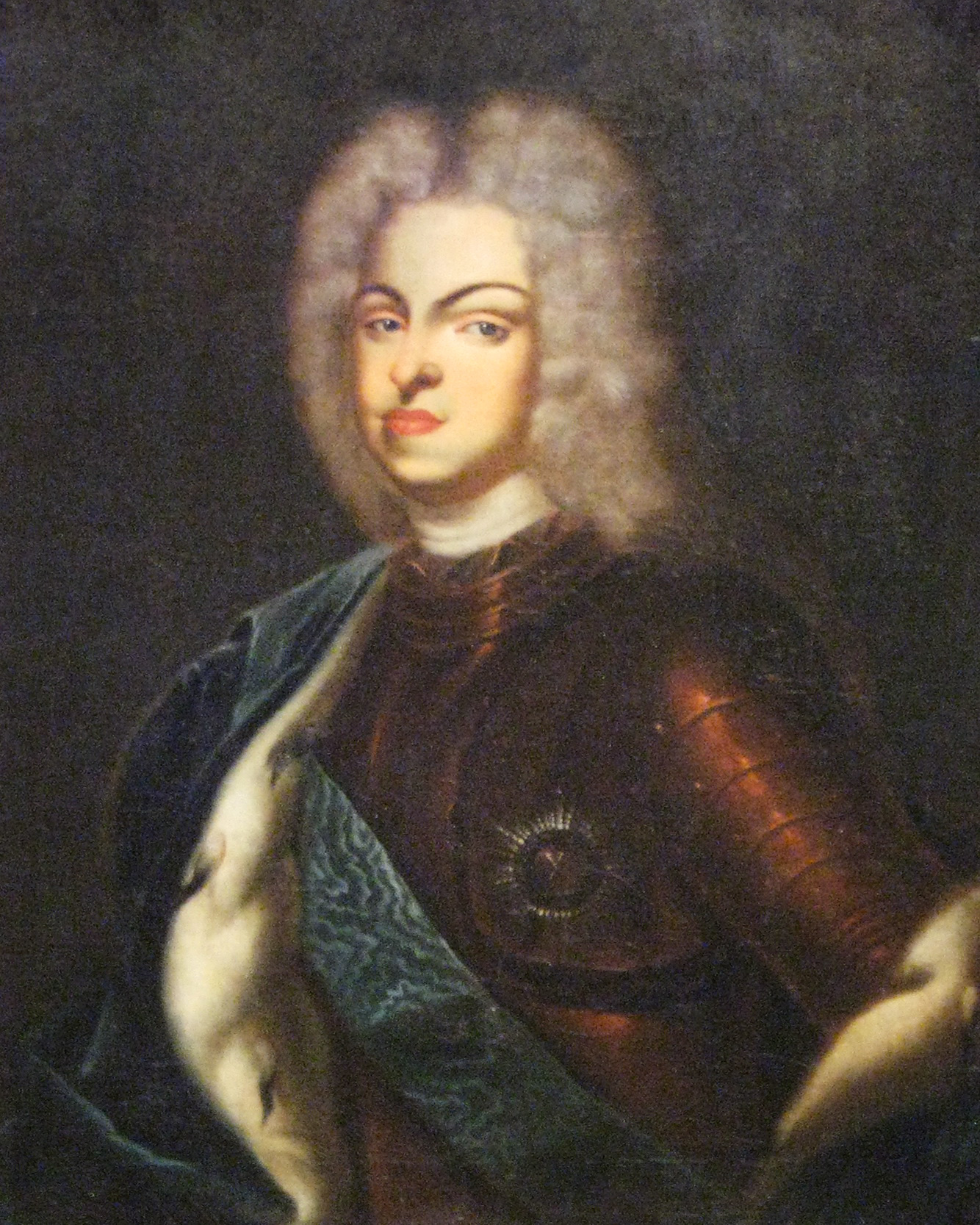
ホルシュタイン＝ゴットルプ公カール・フリードリヒ

大北方戦争（1700年 - 1721年）は、デンマーク王フレデリク4世が、スウェーデンの同盟国であるシュレースヴィヒ＝ホルシュタイン＝ゴットルプ公国に侵攻することで始まった。フレデリク4世はスウェーデンの反撃を受け、トラヴェンタール条約でシュレースヴィヒ＝ホルシュタイン＝ゴットルプ公国の主権を確認させられ、戦争から脱落した。その後再び参戦したデンマークは、1713年にシュレースヴィヒ＝ホルシュタイン＝ゴットルプ公国のうちシュレースヴィヒ地方に属する領域を占領（占領された地域の中には、ゴットルプ家の居館であるゴットルフ城も含まれていた）、宗主としての権限を行使しゴットルプ公カール・フリードリヒから共同統治者の地位を剥奪した。1720年のフレデリクスボー条約で、カール・フリードリヒはこれを受け入れることを余儀なくされる。
一方で、神聖ローマ帝国内のホルシュタイン公国では、王家とゴットルプ家が共同統治するという形式が継続した。カール・フリードリヒは、ホルシュタイン地方に残された自領をホルシュタイン＝ゴットルプ公国とし、首都をキールに定めた。
1739年、カール・フリードリヒの子カール・ペーター・ウルリヒが幼くして公位を継ぐが、母方の叔母であるロシア女帝エリザヴェータから後継者として指名される。カール・ペーター・ウルリヒはのちにロシア皇帝として即位しピョートル3世となる。1773年、ピョートル3世とエカチェリーナ2世の子であるホルシュタイン＝ゴットルプ公パーヴェル・ペトロヴィチ（後のロシア皇帝パーヴェル1世）は、ホルシュタイン＝ゴットルプ公国をデンマークに譲り、その代わりにオルデンブルク公国を獲得した。これによって、ホルシュタイン公国でも共同統治が解消され、オルテンブルク家による単独統治となった。
1806年に神聖ローマ帝国が解散すると、ホルシュタイン公国は主権を手にした。

### シュレースヴィヒ＝ホルシュタイン問題と公国の終焉

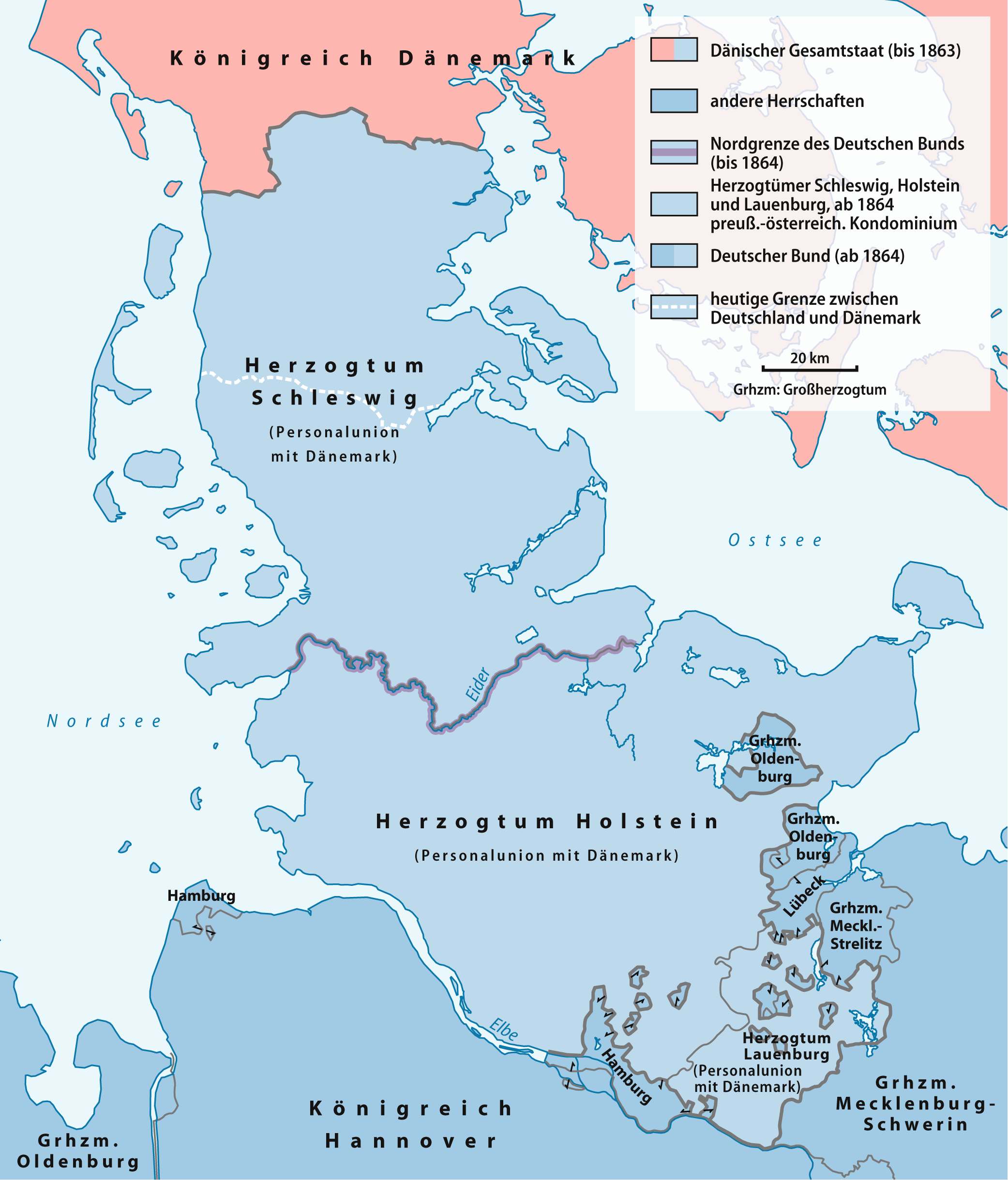
1864年のウィーン条約による領土変更を示した図。薄い青の部分がシュレースヴィヒとホルシュタイン、および同じくデンマーク王が領主であったラウエンブルク公国。

1815年のウィーン会議以後、ホルシュタイン公国はドイツ連邦に参加した（なおウィーン会議では、ホルシュタイン公国の南東に隣接する小規模な公国・ラウエンブルクの公位もオルデンブルク家が獲得しており、以後ホルシュタイン公国と歩みをともにしている）。
しかし、「ドイツ」の領域内にあるデンマーク王領であるという特殊な立場であることからシュレースヴィヒ＝ホルシュタイン問題と呼ばれる外交上、軍事上の係争を引き起こすことになった。「ドイツ統一」に向けて民族主義がうねる中で、ホルシュタインのドイツ人住民の間にはデンマークによる支配に対する不満も高まった。加えて当時のデンマーク王フレデリク7世（在位: 1848年 - 1863年）には継嗣がなく、さらにホルシュタイン公国（サリカ法を適用）とデンマーク王国とで王位継承の規定が異なるといった後継問題も、事態に複雑さを加える要因であった。
1848年革命が波及する中で、ホルシュタイン公国ではデンマークからの独立を求める暫定政府が形成された。この動きには、シュレースヴィヒ＝ホルシュタイン総督フレゼリク・ア・ネアと、その兄でデンマークの王位継承に名乗りを上げていたアウグステンブルク公クリスチャン・アウグスト2世が加わっていた。プロイセン王国は、シュレースヴィヒ＝ホルシュタイン公国の独立への動きを支援した。デンマークは第一次シュレースヴィヒ＝ホルシュタイン戦争（1848年 - 1851年）においてプロイセン王国の侵攻を退け、現状を維持するという条件で休戦が結ばれた。
1863年、デンマーク王にグリュックスブルク家からクリスチャン9世が即位すると、シュレースヴィヒとホルシュタインの地位問題が再び持ち上がった。第二次シュレースヴィヒ＝ホルシュタイン戦争（1864年）において、プロイセンとオーストリアの連合軍がアイダー川を越えシュレースヴィヒまでをも征服した。デンマーク王クリスチャン9世は、1864年のウィーン条約 (Treaty of Vienna (1864)) において、シュレースヴィヒおよびホルシュタインの放棄を余儀なくされた。これにより、デンマークによるホルシュタイン公国統治の歴史は終わる。
戦後、プロイセンはシュレースヴィヒを、オーストリアはホルシュタインを管理することになった。しかし間もなく、シュレースヴィヒ＝ホルシュタインの管理をめぐる紛争を口火として普墺戦争（1866年）が勃発した。結局ホルシュタイン公国はプロイセンによって併合され、プロイセン王国のシュレースヴィヒ＝ホルシュタイン州 (Province of Schleswig-Holstein) の一部となった。
なお、クリスチャン・アウグスト2世の子フリードリヒ8世はシュレースヴィヒとホルシュタインの公爵位を主張していたが、プロイセンの圧力により請求を取り下げさせられた。